# Ivan Capelli
Ivan Franco Capelli (Milano, Italija, 24. svibnja 1963.) je bivši talijanski vozač automobilističkih utrka. Godine 1983. osvojio je naslov prvaka u Talijanskoj Formuli 3 za momčad Gulf Enzo Coloni Racing, a 1984. naslov prvaka u Europskoj Formuli 3 za Coloni Motorsport. Naslov u Formuli 3000 osvojio je 1986. U Formuli 1 je debitirao 1985. za momčad Tyrrell, a u svojoj drugoj utrci na Velikoj nagradi Australije osvojio je 4. mjesto. Prvo postolje ostvario je 1988. na Velikoj nagradi Belgije za momčad Leyton House, kada je nakon diskvalifikacije Benettonovih vozača Thierryja Boutsena i Alessandra Nanninija, osvojio 3. mjesto, Iste sezone osvaja i 2. mjesto na Velikoj nagradi Portugala. Na Velikoj nagradi Francuske 1990. vodio je 45 kruga, no samo tri kruga prije kraja zbog kvara na bolidu, izgubio je vodstvo od Alaina Prosta u Ferrariju, te na kraju završio na 2. mjestu, što mu je bilo i posljednje postolje u Formuli 1. Godine 1987. osvojio je 2. mjesto na utrci 4 sata Jarame, zajedno sa suvozačem Rolandom Ratzenbergerom u bolidu BMW M3. Iste godine osvojio je 2. mjesto na utrci 500 km Dijona zajedno sa suvozačem Robertom Ravagliom u bolidu BMW M3.

## Vanjske poveznice
- Ivan Capelli - Driver Database
- Ivan Capelli - Stats F1
- All Results of Ivan Capelli - Racing Sport Cars